# Pterolophia biflavolineicollis
Pterolophia biflavolineicollis là một loài bọ cánh cứng trong họ Cerambycidae.